# Vladimir Burlakov

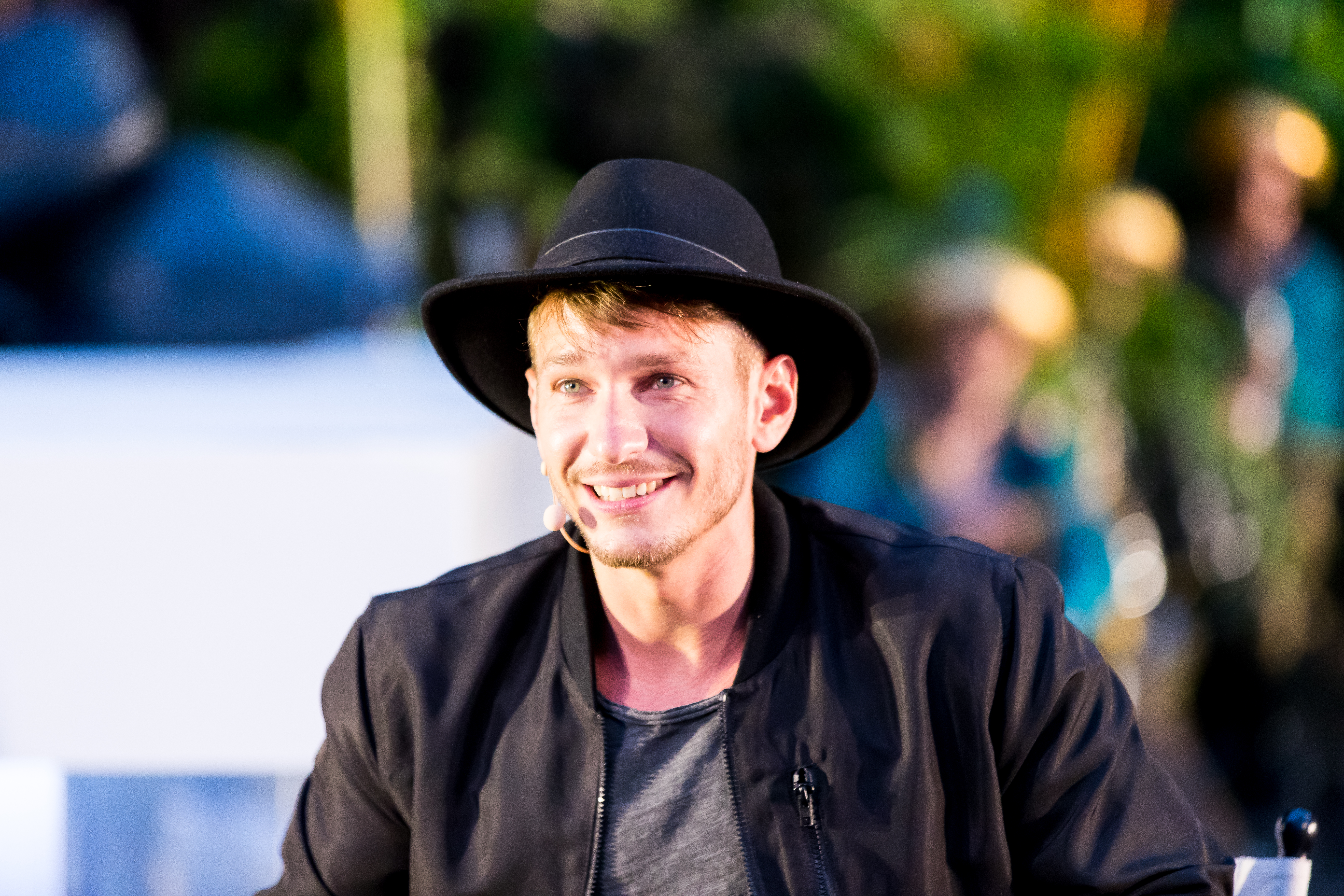
Vladimir Burlakov, 2016

Vladimir Burlakov (* 22. Juli 1987 in Moskau, russisch Владимир Бурлаков, deutsche Transkription Wladimir Burlakow) ist ein deutscher Schauspieler russischer Herkunft.

## Leben

### Frühe Jahre
Vladimir Burlakov wurde im Juli 1987 in Moskau geboren. Er übersiedelte 1996 mit seiner Mutter, seiner Zwillingsschwester und seiner jüdischen Großmutter von Russland nach Deutschland. In München angekommen, sprach die Familie kaum ein Wort Deutsch und lebte zunächst in einem Asylbewerberheim, ehe die Einbürgerung erfolgte. Eigenen Angaben zufolge wollte Burlakov seit seiner Kindheit Schauspieler werden.

### Ausbildung und Theater

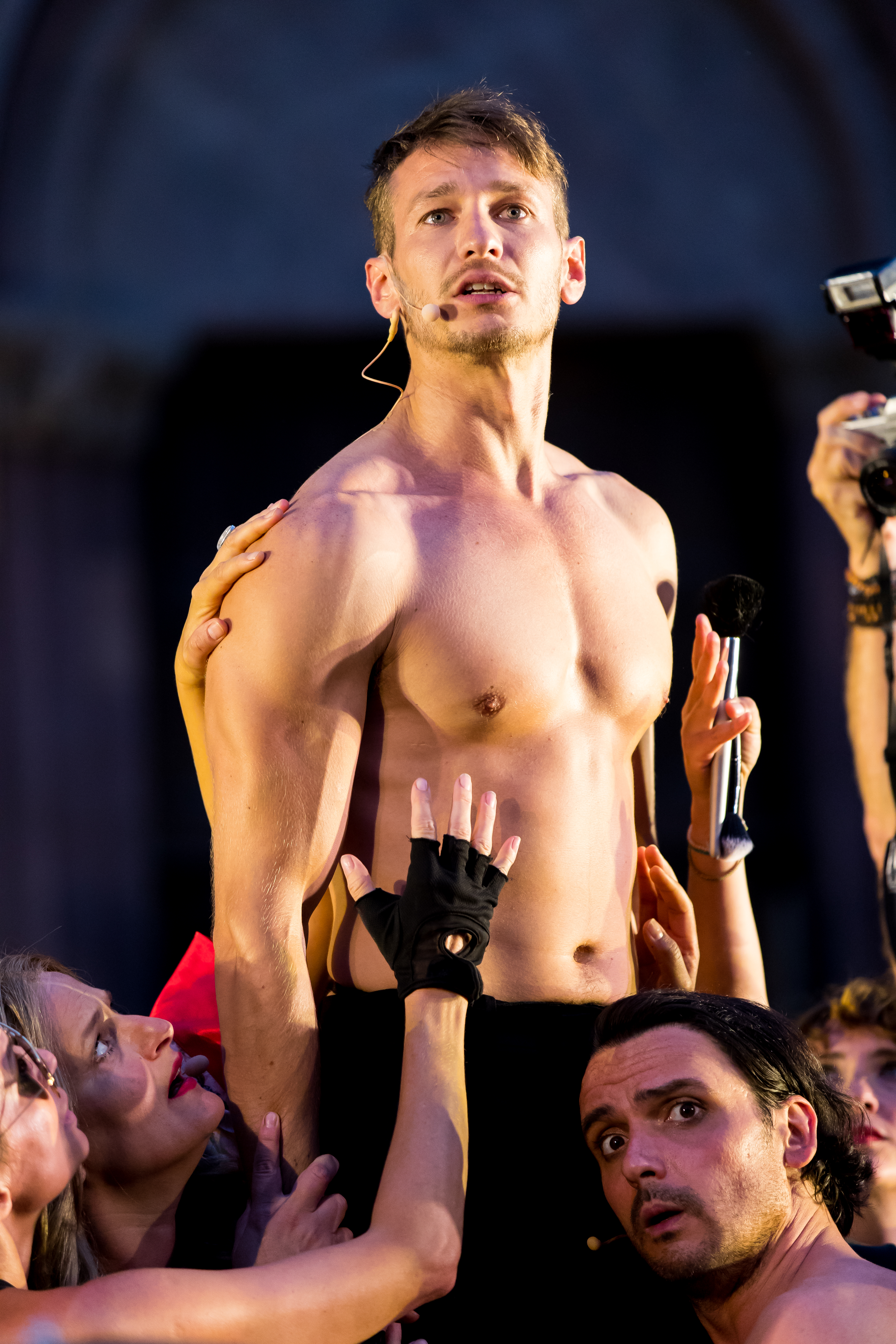
Vladimir Burlakov, 2016

Von 2006 bis 2010 studierte er Schauspiel an der Otto-Falckenberg-Schule, wo es ihm endgültig gelang, seinen Akzent abzulegen. Während seiner Ausbildung wirkte er unter anderem als Herzog in Die Rächer (2009, I-camp/Neues Theater München) mit, eine Variation von Thomas Middletons Tragödie der Rächer. Im Sommer 2016 übernahm er die Rolle des Regisseurs Arsenij Kubik in der Uraufführung: GOLD. Der Film der Nibelungen des Autors Albert Ostermaier bei den Nibelungenfestspielen Worms unter der Regie von Nuran David Calis und der Intendanz von Nico Hofmann.

### Film und Fernsehen
Sein Debüt im deutschen Fernsehen gab Burlakov 2010 noch als Schauspielstudent mit Dominik Grafs Im Angesicht des Verbrechens. Im von der Kritik hochgelobten Krimi-Mehrteiler schlüpfte Burlakov für mehrere Folgen in die Rolle des verliebten Nikolai, Mitglied einer osteuropäischen Verbrecherbrigade. Der Part brachte ihm gemeinsam mit dem übrigen Schauspielensemble um Marie Bäumer, Mišel Matičević, Max Riemelt und Ronald Zehrfeld den Deutschen Fernsehpreis in der Kategorie Besondere Leistung Fiktion ein, während Im Angesicht des Verbrechens als Bester Mehrteiler ausgezeichnet wurde.
Im selben Jahr war er in dem WDR-Fernsehspiel Schurkenstück als schöngeistiger Russenmafioso Pjotr zu sehen, in dem eine gefragte Jungregisseurin (gespielt von Katharina Schüttler) mit jugendlichen Straftätern eine modernisierte Fassung von Friedrich Dürrenmatts Der Besuch der alten Dame aufzuführen plant. Dies brachte Burlakov erneut Lob seitens der Kritiker ein.
Im März 2011 übernahm Burlakov in der Sat.1-Produktion Marco W. – 247 Tage im türkischen Gefängnis neben Veronica Ferres und Herbert Knaup den Part des Marco Weiss, was von 4,87 Mio. Fernsehzuschauern verfolgt wurde. Der 17-jährige Schüler war 2007 wegen des Vorwurfs des sexuellen Missbrauchs einer 13-Jährigen in der Türkei verhaftet worden. Die Frankfurter Allgemeine Zeitung bewertete Burlakovs Darstellung des Marco als überzeugende, im Vergleich zu den vorangegangenen Fernseharbeiten aber etwas zurückgenommene charismatische Leistung. „Nicht nur, dass er Marco W. ähnelt, es ist einfach sehenswert, wie einfühlsam der vierundzwanzigjährige Burlakov einen siebzehn Jahre jungen Mann spielt: die Stimme, die Blicke, die zaghaften Bewegungen, die Momente, in denen er sich ermannt“, so Uwe Ebbinghaus. Weitere Kritiker schlossen sich dieser Beurteilung an und sprachen von einer überzeugenden oder eindrucksvollen Leistung beziehungsweise einem sehr talentierten Schauspieler. Im April 2011 wirkte Burlakov als Liebhaber und Mordverdächtiger einer mehr als 30 Jahre älteren Armuts-Prostituierten (gespielt von Renate Krößner) in der Folge Am Ende muss Glück sein der ZDF-Krimireihe Kommissarin Lucas mit.
Obwohl er das Russische laut einem Bericht des Stern im Herbst 2011 möglichst abzustreifen plante und sich von seinen früheren Freunden mit Migrationshintergrund distanzierte, schlüpfte Burlakov weiterhin in die Rolle des Russen. 2012 folgte mit Ausgerechnet Sibirien von Ralf Huettner eine erste Kinorolle. In der Komödie ist er als Übersetzer Artjom zu sehen, der die nüchternen Worte des nach Russland geschickten deutschen Angestellten Matthias (dargestellt von Joachim Król) stets blumig abzumildern versucht. In der Verfilmung Scherbenpark nach Alina Bronskys gleichnamigem Roman bekleidete er 2013 neben Jasna Fritzi Bauer, Ulrich Noethen und Max Hegewald eine weitere Kinorolle. Im Fernsehen war er im Februar 2013 in Schneewittchen muss sterben nach dem gleichnamigen Roman von Nele Neuhaus der ZDF-Krimireihe Der Taunuskrimi in der Episodenhauptrolle des Tobias Sartorius, der nach sieben Jahren unschuldig in Haft entlassen wird, zu sehen. 2017 spielte er neben Rita Russek und Hans-Joachim Heist in dem ARD-Fernsehfilm Verliebt in Amsterdam die Hauptrolle des Anwalts Max Baumann.
Seit 2020 verkörpert Burlakov an der Seite von Daniel Sträßer für den Saarländischen Rundfunk den Kriminalhauptkommissar Leo Hölzer in der Krimireihe Tatort. Ebenfalls 2020 war er in der sechsteiligen ARD-Historienserie Oktoberfest 1900 in einer Nebenrolle als Schwabinger Bohémien Gustav Fierment zu sehen und übernahm eine Gastrolle in der Folge Scharfe Schnitte der ZDF-Krimireihe Ein starkes Team. Im November 2022 spielte er in dem ARD-Kriminalfilm Der Bozen-Krimi: Familienehre in einer Episodenhauptrolle den homosexuellen Sänger Anton Hofer, der als Dragqueen Isabella als Sänger auf der Bühne auftritt.

### Privates
Vladimir Burlakov beherrscht neben Fechten die brasilianische Kampfkunst Capoeira und spielt Klavier. Anfang November 2021 trat er erstmals mit seinem Lebensgefährten auf und hatte so sein öffentliches Coming-out. Burlakov lebt in Berlin.

## Filmografie

### Kinofilme
- 2012: Ausgerechnet Sibirien
- 2012: Tödliche Versuchung
- 2013: Scherbenpark
- 2013: Der Himmel zwischen den Welten
- 2015: Macho Man
- 2015: Das goldene Ufer
- 2015: Nachthelle
- 2016: Die Geschwister
- 2016: Stadtlandliebe
- 2019: My Zoe
- 2019: Iron Sky: The Coming Race
- 2020: Chasing Paper Birds
- 2024: Münter & Kandinsky

### Fernsehfilme
- 2010: Schurkenstück
- 2011: Marco W. – 247 Tage im türkischen Gefängnis
- 2013: Kunduz – Eine mörderische Entscheidung
- 2013: Alfred Brehm – Die Gefühle der Tiere (Dokumehrteiler)
- 2013: Der Wagner-Clan. Eine Familiengeschichte (Der Clan. Die Geschichte der Familie Wagner)
- 2014: Die Hebamme
- 2015: Nele in Berlin
- 2016: Die Opfer – Vergesst mich nicht (2. Teil der Trilogie Mitten in Deutschland: NSU)
- 2016: Auf kurze Distanz
- 2016: Jack the Ripper – Eine Frau jagt einen Mörder
- 2017: Mordkommission Königswinkel
- 2017: Verliebt in Amsterdam
- 2017: Mata Hari – Tanz mit dem Tod
- 2019: Dein Leben gehört mir
- 2022: The Darker the Lake
- 2023: Hotel Barcelona

### Fernsehserien und Fernsehreihen
- 2010: Im Angesicht des Verbrechens (10 Folgen)
- 2011: SOKO Stuttgart (Folge Blech)
- 2011: Kommissarin Lucas – Am Ende muss Glück sein
- 2011: Der Kriminalist (Folge Der Beschützer)
- 2013: Der Taunuskrimi (Folge Schneewittchen muss sterben)
- 2013: Der letzte Bulle (Folge Feuer und Flamme)
- 2013: Verbrechen nach Ferdinand von Schirach (Folge Grün)
- 2013: Schimanski (Folge: Loverboy)
- 2013: Der Staatsanwalt (Staffel 8, Folge 6)
- 2013: Letzte Spur Berlin (Staffel 2, Folge 6)
- 2014: Wilsberg: Das Geld der Anderen
- 2015: Charlotte Link – Die letzte Spur
- 2015: Gratisgeld – Abgestempelt (dffb-Akademieserie)
- 2015: SOKO Köln (Folge Knockout)
- 2016: Tatort: Du gehörst mir
- 2018: Deutschland 86
- 2018: Chaos-Queens: Ehebrecher und andere Unschuldslämmer
- 2018: Beat (2 Folgen)
- 2018: Lore (Staffel 2, Episode 3: Hinterkaifeck)
- 2019: Tatort: Weiter, immer weiter
- seit 2020: Tatort → siehe Schürk und Hölzer
- 2020: Oktoberfest 1900 (6 Folgen)
- 2020: Ein starkes Team: Scharfe Schnitte
- 2022: Das Quartett: Dunkle Helden
- 2022: How to Dad (5 Folgen)
- 2022: Kleo (Netflix-Serie / 7 Folgen)
- 2022: Der Bozen-Krimi: Familienehre

## Hörbücher
- 2014: Die Mechanik des Herzens (Verlag: Argon Sauerländer Audio)
- 2025: Der Insasse (Audible Original)

## Auszeichnungen
- 2010: Deutscher Fernsehpreis in der Kategorie Besondere Leistung Fiktion für Im Angesicht des Verbrechens (gemeinsam mit Marie Bäumer, Alina Levshin, Marko Mandić, Mišel Matičević, Katharina Nesytowa, Max Riemelt und Ronald Zehrfeld)
- 2011: Nominierung für den New Faces Award in der Kategorie Bester Nachwuchsschauspieler für Im Angesicht des Verbrechens, Schurkenstück und Marco W. – 247 Tage im türkischen Gefängnis
- 2011: Bayerischer Fernsehpreis in der Kategorie Nachwuchsförderpreis für Marco W. – 247 Tage im türkischen Gefängnis[20]
- 2011: Nominierung für den Günter-Strack-Fernsehpreis für Marco W. – 247 Tage im türkischen Gefängnis[21]
- 2011: Nominierung für den Deutschen Fernsehpreis in der Kategorie Bester Schauspieler für Marco W. – 247 Tage im türkischen Gefängnis